# アイソレーション・ベルリン
アイソレーション・ベルリン（Isolation Berlin）は、ドイツ・ベルリンのロック・バンド。メンバー全員がドイツ出身。インディーズ・レーベル「Staatsakt」所属。

## 概要
2012年、トビアスとマックスでアイソレーション・ベルリンを結成。
2013年、ディヴィッドとジミヨンが正式に加入して今の体制となる。
2014年5月、1st EP『Aquarium』をリリース。
2015年3月、2nd EP『Körper』をリリース。
2015年9月、1stシングル「Annabelle」をリリース。
2016年2月19日、デビューアルバム『Und aus den Wolken tropft die Zeit』をリリース。ドイツ国内のメディアで高く評価され、Musikexpressの年間ベストアルバム8位にランクインした。 同時に、過去にリリースされたEPからの曲のコレクションであるアルバム『Berliner Schule/Protopop』もリリースした。 
2018年2月23日、2ndアルバム『Vergifte dich』をリリース。ドイツの「Offizielle Deutsche Charts」にて初登場30位を記録。リードシングル「Kicks」は、ドイツのカレッジチャートで３位にランクインした。
2019年2月、初来日ツアーである「Isolation Berlin Japan Tour 2019」を開催した。

## メンバー
- トビアス・バンボーシュケ（Tobias Bamborschke、通称：トビ）／ボーカル、ギター
- マックス・バウアー（Max Bauer）／ギター、キーボード
- ディヴィッド・シュペヒト（David Specht）／ベース
- ジミヨン・コスタ（Simeon Cöster、通称：ジミー）／ドラム

## ディスコグラフィ

### アルバム
- 2016年 Berliner Schule/Protopop（コンピレーション・アルバム）
- 2016年 Und aus den Wolken tropft die Zeit
- 2018年 Vergifte dich

### EP
- 2014年 Aquarium
- 2015年 Körper
- 2016年 Ich gehör nur mir allein （Der RingerとのスプリットEP）

### シングル
- 2015年 Annabelle
- 2017年 Kicks
- 2018年 Marie

## 日本公演
- 2019年 Isolation Berlin Japan Tour 2019：2月1日（金）東京公演・Shibuya Milkyway、2月3日（日）大阪公演・SOCORE FACTORY

## その他
- ベルリンのクラブシーンを支えるバウンサーたちを描いたドキュメンタリー映画『Berlin Bouncer』では、マックスとディヴィッドがサウンドトラックを担当。[5]第69回ベルリン国際映画祭で上映された。